# Lawrenceburg (Indiana)
Lawrenceburg è una città statunitense dello stato dell'Indiana, Contea di Dearborn. È sede della contea di appartenenza. Fondata nel 1802, deve il nome alla consorte del fondatore, Samuel C. Vance.
È bagnata dalle acque del fiume Ohio.